# Operação binária
Na matemática, uma operação binária ou 2-ária é uma operação com dois operandos. Uma operação binária é uma função com duas variáveis de entrada.

## Definição
Dados três conjuntos A, B e C, uma operação binária é uma função do produto cartesiano A×B em C.
{\displaystyle f:A\times B\rightarrow C}
Operações binárias diferem, normalmente, da escrita definida em função, f(a,b) = c. Os símbolos utilizados, em sua maioria, são de operador infixo, tomando o caso das operações de adição, multiplicação etc. Denota-se (a + b), não +(a,b).
Operações binárias são a base do estudo de estruturas algébricas, sendo parte de grupos, monóides, semi-grupos, anéis, corpos, domínios de integridade, etc.
Exemplos de operações binárias são as operações da aritmética como adição, divisão e multiplicação (essas operações valem tanto para matemática quanto para programação); predicados lógicos como OR, XOR, AND.

## Propriedades
Muitas operações binárias de interesse são comutativas ou associativas. Muitas possuem também um elemento identidade (elemento neutro) e um elemento inversor. Algumas dessas propriedades nos permitem classificar as álgebras em grupos, semi grupos, grupos abelianos, etc.

### Fechamento
Seja # uma operação binária em um conjunto S. Dizemos que # é fechada em S se e somente se
∀ a,b ∈ S, (a # b) ∈ S.
Em geral, esta propriedade faz parte da definição de operação binária num conjunto.

### Comutatividade
A mesma operação # sobre S diz-se comutativa se 
{\displaystyle \forall x\forall y,\;(x\;\#\;y)=(y\;\#\;x)}
Ex. A adição sobre os naturais.

### Identidade
Uma identidade para # sobre S é um elemento e em S para o qual 
{\displaystyle \forall x,\;(x\;\#\;e)=x\land \ (e\;\#\;x)=x}
Ex. 0 é uma identidade para a adição.
Da definição acima é possível afirmar que a identidade para uma operação binária é única. Sejam e, f identidades para  #. Então e = e#f = f. Logo e = f. Portanto existe no máximo uma identidade para #.

### Associatividade
A operação # sobre S diz-se associativa se e somente se 
{\displaystyle \forall x,\forall y,\forall z,\;x\;\#\;(y\;\#\;z)=(x\;\#\;y)\;\#\;z}

### Distributividade
Uma operação binária $ é dita distributiva sobre # se 
{\displaystyle \forall x\forall y\forall z,\;x\;\$\;(y\;\#\;z)=(x\;\$\;y)\;\#\;(x\;\$\;z)}
e
{\displaystyle \forall x\forall y\forall z,\;(x\;\#\;y)\;\$\;z=(x\;\$\;z)\;\#\;(y\;\$\;z)}
Ex. A multiplicação é distributiva sobre a adição, mas a recíproca não é verdadeira.

### Elemento inverso
Seja e a identidade para # sobre S. O elemento x-1 é um inverso de x com respeito a # sobre S se 
{\displaystyle \forall x\;(x\;\#\;x^{-1})=e,(x^{-1}\;\#\;x)=e}
Se y é um inverso de x com respeito a # então y é único (para cada x). Suponha que a, b são ambos inversos de x com respeito a # sobre S. Seja e a identidade para # sobre S. Então:
```
a = a # e;
  = a # (x # b);
  = (a # x) # b;
  = e # b;
  = b;
```

Logo a = b , e portanto existe no máximo um elemento inverso.